# Kościół Wniebowzięcia Najświętszej Maryi Panny w Żebbuġ (Gozo)
Kościół Wniebowzięcia Najświętszej Maryi Panny (malt. Knisja Parrokkjali ta' Santa Marija Assunta, ang. Church of the Assumption of the Blessed Virgin Mary into Heaven) – rzymskokatolicki kościół parafialny w miejscowości Żebbuġ na wyspie Gozo, w Republice Malty.

## Historia
Miejsce, na którym stoi aktualny budynek świątyni, zajmowane było przez kościół pod wezwaniem Wniebowzięcia Matki Bożej od kilku stuleci. Najwcześniejszą wzmiankę o kaplicy, stojącej w tym miejscu, znaleźć można w raporcie z wizyty pastoralnej w roku 1615. Biskup wizytujący określił kaplicę jako dobrze utrzymaną. Większa kaplica zbudowana została w latach 1640–44, i 28 kwietnia 1688 biskup Davide Cocco Palmieri ustanowił ją kościołem parafialnym nowej parafii w Żebbuġ.
W latach 1938–1942 kościół został powiększony. 12 marca 1963 świątynia podniesiona została do godności kościoła archiprezbiterialnego. W latach osiemdziesiątych XX wieku wnętrze kościoła zostało upiększone onyksem, z pracami rzeźbiarskimi zaprojektowanymi i wykonanymi przez mistrza rzemieślniczego Ronalda Pisani.

## Architektura

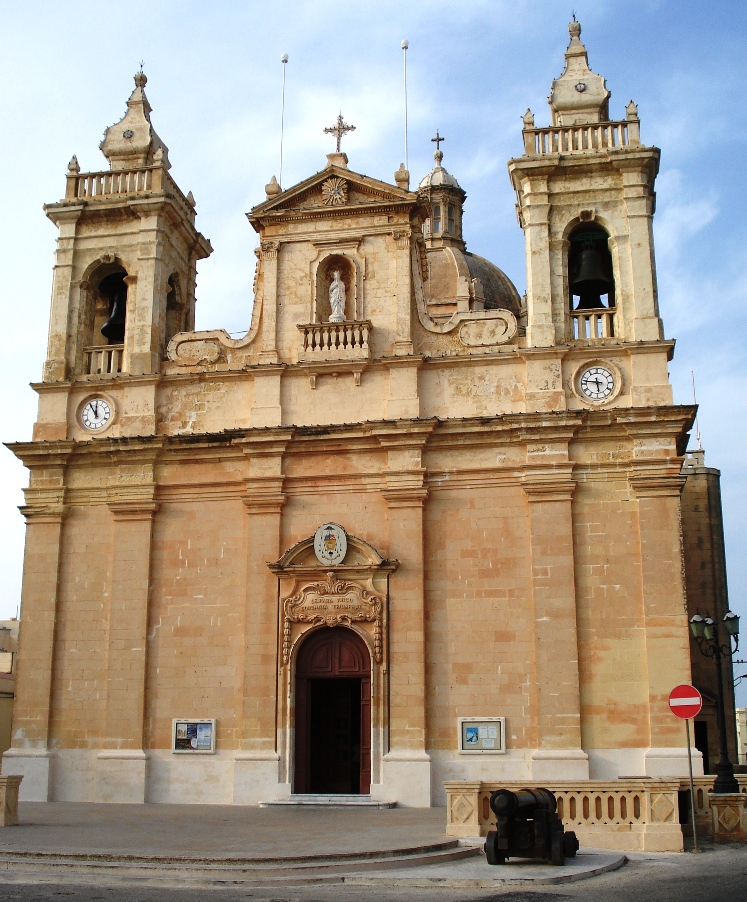
Fasada kościoła

Fasada kościoła jest prosta, a jednocześnie elegancka. Jej główną dekoracją są trzy pary pilastrów, z których każdy wsparty jest na plincie. Portal, zawierający główne wejście, umieszczony jest w centrum fasady, pomiędzy dwoma pilastrami. Ozdobiony jest on sztukaterią, zwieńczony zaś inskrypcją w ozdobnej ramie, oraz półokrągłym frontonem. Wzdłuż całej fasady biegnie gzyms, powyżej którego znajduje się szeroka entablatura i dwie dzwonnice. W centrum, pomiędzy wieżami, umieszczony jest balkon z niszą zawierającą figurę Matki Bożej, całość zwieńczona jest trójkątnym frontonem. Kościół posiada również kopułę.
Wnętrze kościoła jest w znacznej mierze ozdobione trawertynem ze złóż jaskiniowych, który jest powszechnie nazywany „marmurem onyksowym” (malt. oniċe) lub „alabastrem z Gozo”, choć obie nazwy są niepoprawne. Złoża tego kamienia odkryte zostały w 1738 na terenie nazywanym Taċ-Ċaqra lub Is-Sagħtrija na obrzeżach Żebbuġ. W latach osiemdziesiątych XX wieku został on użyty do ozdobienia znacznej części wnętrza kościoła, w tym ołtarza, prezbiterium, baptysterium oraz konfesjonałów. Ołtarz, z wyrzeźbionym przez Pisaniego kielichem, bochenkami chleba i winogronami, jest uznawany za główną atrakcję kościoła. „Onyks” z Żebbuġ został również wykorzystany do upiększenia innych maltańskich kościołów, lecz nigdzie w tak szerokim zakresie, jak w kościele parafialnym w Żebbuġ.

## Obrazy i rzeźby
Tytularny obraz kościoła przedstawia Trójcę Świętą ozdabiającą koroną głowę Najświętszej Dziewicy, i namalowany został przez Francesco de Dominics około 1730. Obraz został koronowany przez biskupa Nikola Josepha Cauchiego w sierpniu 1980. Inne obrazy w kościele, w tym Narodzenie Matki Bożej oraz Prezentacja Jezusa w świątyni, oba pędzla Antonio Zammita, wykonane zostały w 1850.
Kaplica w lewym transepcie zawiera retabulum przedstawiające Niepokalane Poczęcie. Niektórzy uważają ten obraz za cudowny, z twarzą Marii podobno żółknącą lub blednącą, ilekroć ma nastąpić jakaś naturalna katastrofa. Według legendy, kobieta podobna do postaci na obrazie walczyła przeciw korsarzom, który napadli na wieś Żebbuġ.
W kaplicy prawego transeptu znajduje się korpsant (statua zawierająca relikwie) św. Fortunata, rzymskiego męczennika, które zostały przywiezione z katakumb św. Agnieszki w Rzymie. Relikwie te należały do rodziny polityka Fortunato Mizziego, i zostały darowane parafii w 1922.
Tytularna statua Wniebowzięcie została zakupiona w 1863 z firmy „Gallard et Fils” w Marsylii, co czyni ją najstarszą statuą Wniebowzięcia na Gozo. W kościele znajduje się również statua św. Antoniego, wykonana w 1904, statua św. Józefa z 1906, oraz statua św. Teresy z Lisieux z 1922. Statua Matki Boskiej Różańcowej została poświęcona w 1919.
Parafia posiada również komplet figur przedstawiających różne epizody Drogi Krzyżowej, które są corocznie używane podczas procesji w Wielki Piątek.

## Święto patronalne
Święto Wniebowzięcia Matki Bożej obchodzone jest w wiosce corocznie w pierwszą niedzielę po 16 sierpnia. Podczas tego tygodnia kościół oraz domy w wiosce są udekorowane, cała wieś jest oświetlona, a orkiestry dęte grają marsze podczas obchodów.

## Ochrona dziedzictwa kulturowego
Kościół umieszczony jest na liście National Inventory of the Cultural Property of the Maltese Islands (NICPMI) pod nr 01017.  